# Synagogue Mickvé Israël

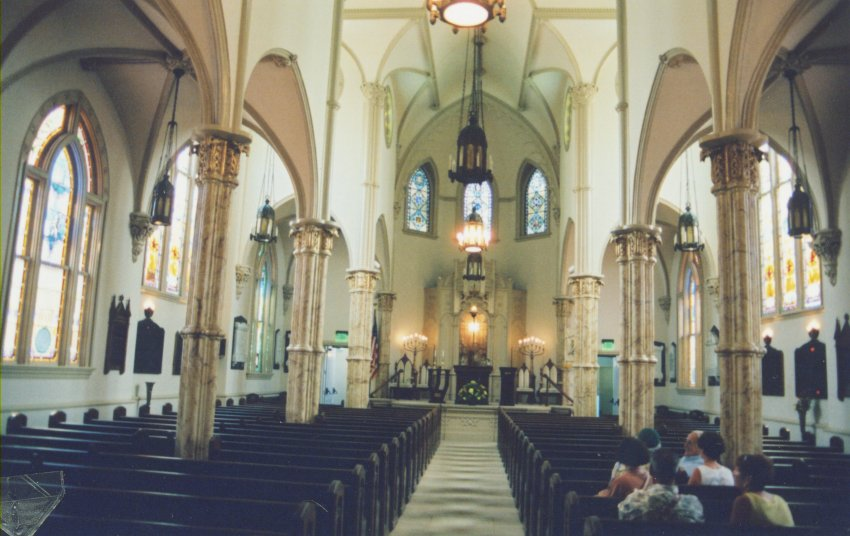
Intérieur néo-gothique

La synagogue Mickvé Israël de Savannah (Géorgie) est la plus ancienne des trois synagogues de cette ville du Sud des États-Unis. L'édifice est de style gothique et date des années 1870, mais la congrégation elle-même remonte à la première communauté juive de Savannah établie en 1733, cinq mois après la fondation de la colonie de Géorgie, ce qui en fait la troisième plus ancienne congrégation juive du pays, après celles de New York et de Newport (Rhode Island).
En 2017, c'est une synagogue réformée, dirigée par le rabbin Robert Haas.  